# Ranibizumab
Il ranibizumab (nome commerciale Lucentis) è un anticorpo monoclonale frammento (Fab) derivato dall'anticorpo similare murino bevacizumab (Avastin). Esso è più piccolo della molecola madre ed è stato realizzato per migliorare l'affinità per la VEGF-A.
Ha attività antiangiogenica ed è stato approvato per il trattamento della Degenerazione maculare età correlata (AMD) di tipo umido; che è una comune causa di cecità nell'anziano.
Il ranibizumab è stato sviluppato dalla  Genentech, ed è commercializzato da questa negli Stati Uniti; mentre altrove da Novartis.
Il ranibizumab si lega ed inibisce una serie di sottotipi del fattore di crescita vascolare endoteliale A (VEGF-A).
Questi recettori vascolari VEGF possono innescare la crescita di nuovi vasi, che portano a perdere sangue e liquido (stravaso) nell'occhio (edema maculare).
A maggio del 2014, l'Autorità garante della concorrenza e del mercato ha inflitto una multa record da 92 milioni e 90.5 milioni di euro a La Roche e Novartis, con l'accusa di aver formato un cartello nella vendita di due farmaci aventi lo stesso principio attivo ed efficacia terapeutica, l'Avastin e il Lucentis, venduti rispettivamente a un prezzo di 15-80 euro e di 900 euro a dose. Il primo trovava impiego nella cura di forme gravi di tumore, mentre il Lucentis nella terapia della degenerazione maculare senile, che in Italia impatta un ultrasessantenne su tre, portandolo alla completa cecità.
Dal 2023 può essere inserito in un piccolo serbatoio ricaricabile, impiantato nella parete dell’occhio e che eroga quotidianamente piccole quantità di farmaco, allungando l'intervallo di trattamento a sei mesi.

### Ranibizumab
- (EN) F. Bandello, M. Battaglia Parodi, A. J. Augustin, P. Iacono, R. O. Schlingemann, Anti-VEGF, Karger Publishers, 2010,  pp. 41–, ISBN 978-3-8055-9529-2.
- (EN) Elia Duh, Diabetic Retinopathy, Springer, 26 novembre 2008,  pp. 413–, ISBN 978-1-934115-83-1.
- (EN) G. Coscas, J. Cunha-Vaz, A. Loewenstein, G. Soubrane, Macular Edema: A Practical Approach, Karger Publishers, 2010,  pp. 89–, ISBN 978-3-8055-9434-9.
- (EN) Gupta, Clinical Ophthalmology: Contemporary Perspectives, 9/e, Elsevier India, 1º gennaio 2009,  pp. 139–, ISBN 978-81-312-1680-4.